# Unterlauf & Zschiedrich Hörbuchverlag
Der Unterlauf & Zschiedrich Hörbuchverlag ist ein in Berlin ansässiger Verlag, der Hörbücher verlegt, die sich dem zeitgenössischen Wandern widmen.

## Geschichte
Der Verlag wurde 1996 als „Verlag Unterlauf“ von der Rundfunkregisseurin Gerda Zschiedrich und dem Rundfunkjournalisten Ulrich Unterlauf mit der Idee gegründet, über das Medium Hörbuch klassischer Literatur neue Publikumsschichten zur erschließen. Als Sprecher waren u. a. Martina Gedeck, Gunter Schoß, Peter Sodann, Marie Gruber und Jaecki Schwarz tätig.
Im Jahr 2006 ging der Verlag Unterlauf im Unterlauf & Zschiedrich Hörbuchverlag auf. Seit dem 1. Januar 2007 ist Alexander Zschiedrich alleiniger Inhaber.

## Programm
Inhaltlicher Schwerpunkt des Verlagsprogramms ist das Wandern. Neben klassischer Reiseliteratur aus der Feder Heinrich Heines, Adalbert Stifters oder Theodor Fontanes führt der Verlag „Literarische Wanderungen“ im Sortiment, die sich dem zeitgenössischen Wandern widmen. Mit Zitaten und Anekdoten von Dichtern und Malern, die auf den betreffenden Wegstrecken wandernd von Umgebung und Reiseerlebnis inspiriert wurden, entstanden die „Literarischen Wanderungen“.